# Ischyja manlioides
Ischyja manlioides är en fjärilsart som beskrevs av Louis Beethoven Prout 1928. Ischyja manlioides ingår i släktet Ischyja och familjen nattflyn. Inga underarter finns listade i Catalogue of Life.